# Lloro cap-rós
El lloro cap-rós (Pionites leucogaster) és una espècie d'ocell de la família dels psitàcids que habita els boscos de l'est de l'Equador i del Perú, nord i est de Bolívia i Amazònia del Brasil.